# Il pirata nero (film 1926)
Il pirata nero (The Black Pirate) è un film muto del 1926 diretto da Albert Parker. Girato a colori, fu filmato quasi totalmente in interni per poter meglio controllare la luce.
Nel 1993 è stato scelto per la conservazione nel National Film Registry della Biblioteca del Congresso degli Stati Uniti.

## Trama
Un vascello spagnolo viene catturato dai pirati che uccidono tutto l'equipaggio e fanno saltare la nave. Gli unici sopravvissuti sono Michel e suo padre, che vengono abbandonati su un'isola deserta. Il padre muore e il giovane giura che vendicherà la sua morte. Dopo essere riuscito a lasciare l'isola, Michel si arruola tra i pirati. La sua abilità è tale che presto diventa il loro capo, conosciuto con il nome di Pirata Nero. Quando cattura una nave che trasporta una principessa se ne innamora e per non farla uccidere propone di chiedere un riscatto. Un uomo della ciurma scopre il suo gioco e capito chi è davvero lo fa condannare a morte. Il pirata riesce però a salvarsi con l'aiuto di alcuni fedelissimi. Ritorna a nuoto sulla nave, la cattura e salva la principessa alla quale poi rivela di essere in realtà un duca.

## Produzione
Il film fu prodotto dalla Elton Corporation, la compagnia di produzione di Douglas Fairbanks con un budget stimato di 1.300.000 dollari. Venne girato all'isola di Santa Catalina.

### Cast
- Billie Dove era una ex Ziegfeld girl, una tra le più belle attrici dell'epoca che, di lì a poco, si sarebbe conquistata il soprannome di The American Beauty.
- Douglas Fairbanks e Mary Pickford: marito e moglie, appaiono in coppia in tre pellicole, ma in realtà, interpretarono insieme un solo film,  La bisbetica domata del 1929. Qui, invece, Mary Pickford girò solo una brevissima scena, come un'apparizione. Un altro film che vide insieme i due fu lo stravagante Il bacio di Mary Pickford, una commedia girata in Unione Sovietica durante un dei giri pubblicitari della coppia. Si trattò di una partecipazione inconsapevole, perché il regista Sergei Komarov approfittò della loro venuta per imbastire una storia che ha come protagonista un giovanotto russo diventato famosissimo solo perché si porta stampato su una guancia un bacio di Mary Pickford (che, ignara, quando lo baciò, credette fosse per un cinegiornale).

### Technicolor Process 2 - procedimento sottrattivo a due colori
Il film venne girato con un procedimento chiamato Technicolor 2-strip. Dalla pellicola negativa in bianco e nero, in cui due fotogrammi consecutivi sono stati esposti rispettivamente attraverso un filtro ciano e un filtro rosso, vengono ricavate dapprima due pellicole positive in bianco e nero, una contenente i fotogrammi esposti attraverso il filtro ciano, l'altra quelli esposti attraverso il filtro rosso.
Da queste due pellicole in bianco e nero, che contengono un apposito strato di gelatina, dopo lo sviluppo viene rimosso l'argento. Nella gelatina rimane così l'impronta dell'immagine, che in seguito viene colorata. Precisamente la gelatina della pellicola coi fotogrammi relativi al rosso viene colorata in ciano e quella della pellicola coi fotogrammi relativi al ciano viene colorata in magenta.
Nonostante la difficoltà di incollare le due pellicole in modo da mantenere perfettamente a registro le coppie di immagini sovrapposte, ciò che crea piccole sbavature di colore durante la proiezione, il sistema divenne il primo ad essere utilizzato per la proiezione in sala di pellicole a colori, ottenendo un grande successo e rimanendo in uso fino al 1928 (1927, secondo alcune fonti).

## Distribuzione
Distribuito dalla United Artists, il film fu presentato in anteprima l'8 marzo al Selwyn Theatre di New York. Uscì poi nelle sale cinematografiche USA il 12 settembre 1926. Del film viene conservata la copia in Technicolor (un positivo 35 mm) e in B/N (positivo 35 mm).
Masterizzato in digitale, il film è stato distribuito in DVD in numerose versioni.